# Petruskirche (Köln-Merheim)

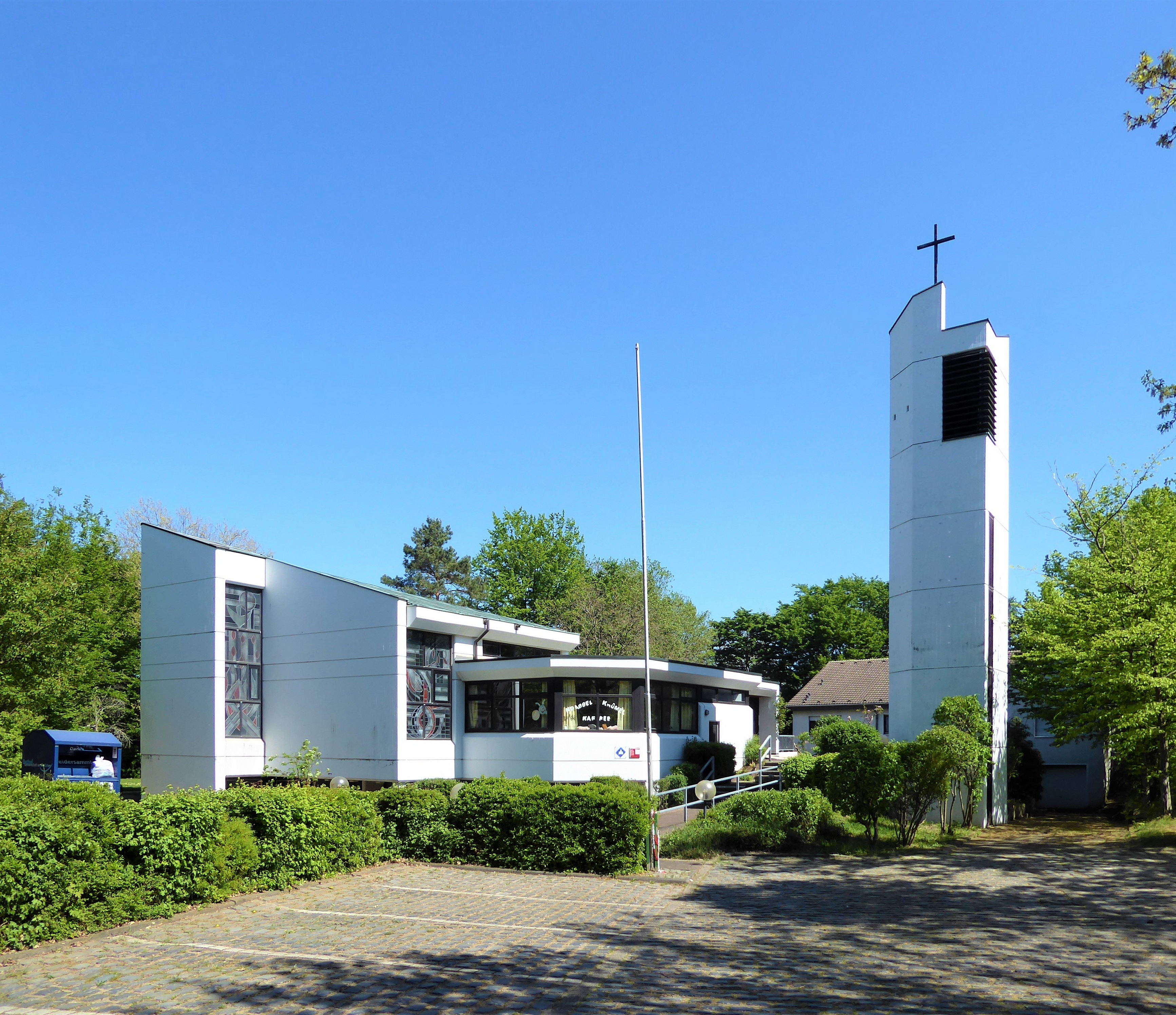
Petruskirche (2020)

Die Petruskirche ist ein evangelischer Sakralbau im rechtsrheinischen Kölner Stadtteil Merheim. Sie gehört zusammen mit der Johanneskirche in Köln-Brück zur Evangelischen Kirchengemeinde Köln-Brück-Merheim im Kirchenkreis Köln-Rechtsrheinisch.

## Geschichte

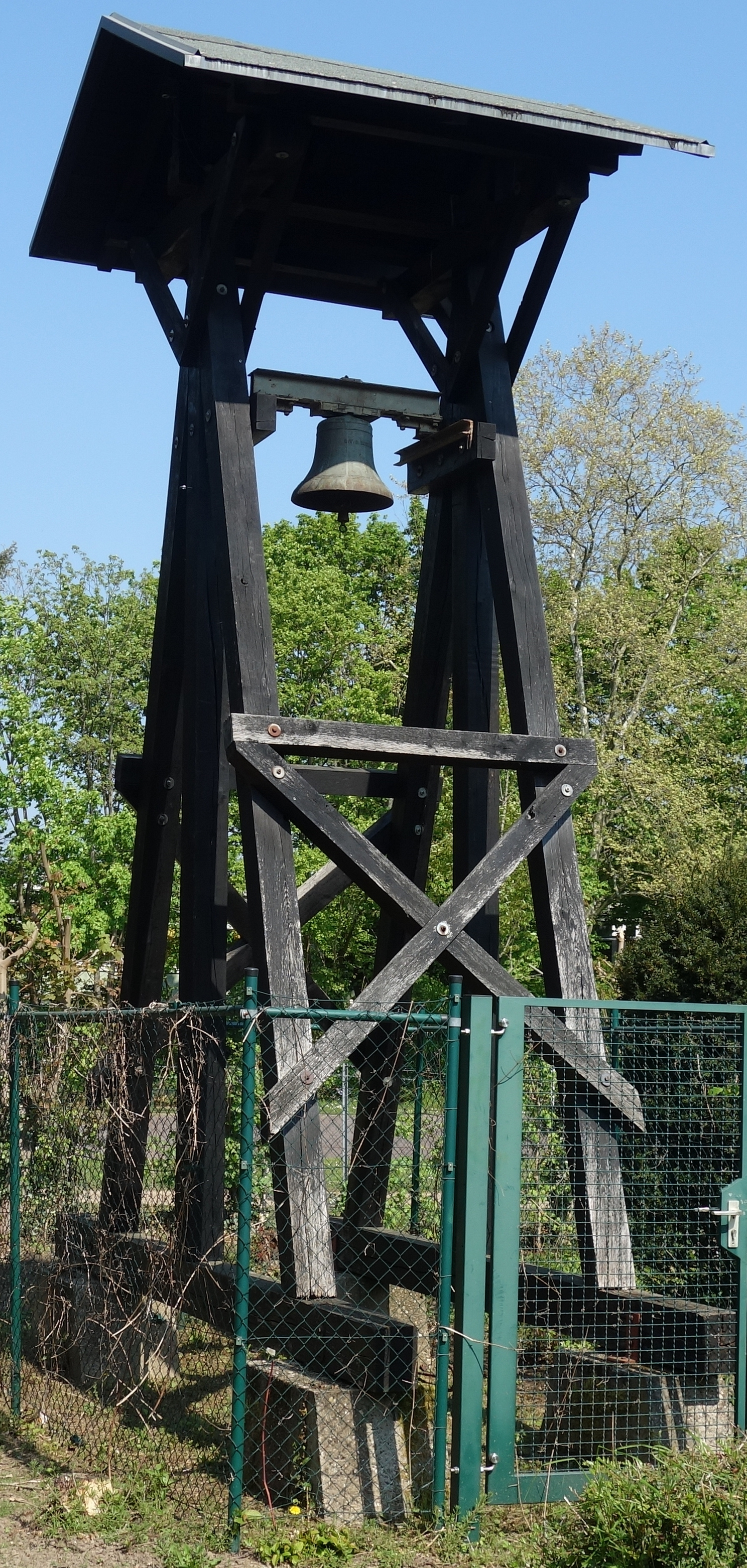
Hölzerner Glockenturm (2022)

Infolge der Flüchtlings- und Vertriebenenbewegungen nach Beendigung des Zweiten Weltkriegs stieg die Zahl der evangelischen Gemeindemitglieder in Brück und Merheim rapide an, wodurch es immer schwieriger wurde, geeignete Gebäude für Gottesdienste zu finden. Anfangs fanden diese in der Johanneskirche in Brück und ab 1961 regelmäßig in der Aula der neu errichteten Merheimer Grundschule statt.
Der Bau einer eigenen evangelischen Kirche in Merheim erwies sich als dringend notwendig. Schon 1966 wurde ein Kirchbauverein gegründet, mit dessen Unterstützung und dank des Engagements des damaligen Pastors Rolf Wagner es schließlich gelang, das Bauvorhaben zu verwirklichen.
Der erste Spatenstich zum Bau der neuen Kirche erfolgte am 28. Mai 1978. Die Entwürfe stammen von Ulrich von Bonin und Ludwig Groth. Das Richtfest wurde im März 1979 gefeiert. Am 4. November 1979 fand die Einweihung statt. Die neue Kirche erhielt den Namen Petruskirche.
1991 wurde der 16 Meter hohe Glockenturm errichtet. Die Anschaffung von drei Kirchenglocken wurde durch Spenden finanziert. Bereits 1974 hatte die Gemeinde einen hölzernen Glockenturm mit einer kleinen Glocke vom Truppenübungsplatz Wahn als Dauerleihgabe erhalten. Nachdem die Holzkonstruktion im Juli 2005 einstürzte, wurde sie durch ein Eichenholzgerüst ersetzt, das 2006 mit der Glocke wieder auf dem Kirchengelände aufgestellt wurde.
Der 1966 gegründete Kirchbauverein wurde 1996 umbenannt in Evangelischer Kirchbau- und Förderverein Köln-Merheim. Er unterstützt heute den Kirchenchor, die Solisten und die Musiker. Außerdem leistet der Verein Beiträge zur Finanzierung der Jugendarbeit in der Gemeinde.

## Innenausstattung
Der Bildhauer Klaus Bönnighausen entwarf den Altar, das Kreuz, den Ambo und das Taufbecken. Pastor Rolf Wagner fertigte das Kreuz, die Leuchter, das Bibelpult auf dem Altar, die geschnitzte Taube auf dem Taufbecken als Symbol des Heiligen Geistes und die Liedertafeln aus Kiefernholz an. Zwei aus Silber getriebene sakrale Gegenstände, eine Taufschale und eine Taufkanne, wurden der Gemeinde von Prälat Paul Adenauer, dem Sohn des ehemaligen Bundeskanzlers Konrad Adenauer, aus Anlass der Amtseinführung von Pastor Wagner am 14. November 1971 geschenkt.
Zur weiteren Innenausstattung der Kirche gehören u. a. eine Statue des Apostels Petrus als Namenspatron der Kirche und eine Marienstatue mit Jesuskind links neben dem Südfenster, beide aus Lindenholz geschnitzt. Eine Lutherrose aus Sandstein über dem Eingang zum Kirchenraum und das hölzerne Kreuz sind Geschenke der Partnergemeinde Zabrze (deutsch: Hindenburg) im heutigen Polen als Zeichen der Dankbarkeit für vielfältige Hilfe durch die Petrus-Gemeinde.
Neben der Orgel hängt das Relief Höre Israel!. Es zeigt den vom Berg Sinai kommenden Mose bei der Verkündigung der zehn Gebote.
Ryszard Zając aus Jelenia Góra (deutsch: Hirschberg), im heute polnischen Riesengebirge, schnitzte sieben Kreuzweg-Reliefs und das Holzkreuz links neben der Eingangstür zum Kirchenraum aus Lindenholz.

## Orgel
Die 1983 aus verschiedenen Holzarten (Kiefer, Eiche und Mahagoni) gefertigte Orgel besitzt 13 Register mit 918 Pfeifen aus einer Zinn-Blei-Legierung, eine mechanische Tontraktur und eine elektrische Registertraktur mit zwei freien Kombinationen. Gebaut wurde sie von der Orgelbaufirma Siegfried Schulte aus Kürten.
Die Disposition lautet wie folgt:
| I Hauptwerk C–g3 |    |
| Holzgedeckt      | 8′ |
| Prinzipal        | 4′ |
| Spillflöte       | 2′ |
| Sesquialtera II  |    |
| Mixtur IV        |    |

| II Schwellwerk C–g3 |       |
| Rohrflöte           | 8′    |
| Pommer-Nachthorn    | 4′    |
| Oktave              | 2′    |
| Quinte              | 1 ⁄3′ |
| Oboe                | 8′    |

| Pedal C–f1  |     |
| Subbass     | 16′ |
| Gedecktbass | 8′  |
| Choralbass  | 4′  |

- Koppeln: II/I, I/P, II/P

## Kirchenfenster
Die Firma Winnen (heute Winnen und Peeters) aus Merheim fertigte die Buntglasfenster nach Entwürfen von Klaus Bönnighausen an:
- Fenster in der Südwand: Biblische Motive aus dem Leben des Apostels Petrus.
- Fenster am Taufbecken: Ausgießung des Heiligen Geistes
- Fenster auf der Empore: Kreuzigung Christi[7]